# Câblogramme
Le câblogramme était un télégramme, texte écrit en clair ou en code, transmis par le moyen essentiel d'un câble électrique enterré, sous-marin ou aérien.
Ce mode perfectionné de télégraphie était onéreux, mais constituait un immense progrès dans la mesure où il était accessible aux personnes privées et aux entreprises, et non plus aux seuls États.
Les câbles sous-marins entraînèrent de vives rivalités politiques et commerciales entre les grandes nations de 1850 à 1939 puis donnèrent lieu à plusieurs conventions diplomatiques. Au début du XXe siècle la radiotransmission commença à se répandre et, grâce à ce progrès technique, le câblogramme fut partiellement remplacé par le radiogramme utilisant la télégraphie sans fil.
Vers 1930 apparut le Télex qui évitait la présence d'opérateurs radiotélégraphistes Morse grâce à des décodeurs automatiques.